# Friedrich Berner
Friedrich Berner, täcknamn "Dr. Barth", född 12 november 1904 i Zwickau, död 2 mars 1945 i Warthestadt, var en tysk läkare och SS-Hauptsturmführer. Han deltog i Tredje rikets så kallade eutanasiprogram Aktion T4 och var chef för Tötungsanstalt Hadamar år 1941. I augusti nämnda år anordnade Berner ett jubileum för att fira den 10 000:e ihjälgasade patienten i Hadamar.
I andra världskrigets slutfas tillhörde Berner SS-Röntgensturmbann och stupade vid Warthestadt.